# Kroktjärnets naturreservat
Kroktjärnets naturreservat är ett naturreservat i Bengtsfors kommun i Västra Götalands län.
Naturreservatet bildades 2022 och omfattar 3,4 hektar. Det ligger vid västra stranden av Kroktjärnet och består av öppna agkärr, sumpskog och skogbevuxna myrar med naturskogskaraktär.